# 야마모토 유타카
야마모토 유타카(山本 寛, 1974년 9월 1일 ~ )는 일본 오사카부 출신의 애니메이션 감독이다. 야마칸이라는 애칭으로도 잘 알려져 있으며, 예전에는 교토 애니메이션 산하의 '애니메이션DO'에 소속되어 있었으나, 현재는 프리랜서로 활동하고 있다. 애니메이션 제작 회사인 Ordet의 대표이기도 하다.
방영 당시 화제가 되었던 《스즈미야 하루히의 우울》의 엔딩 댄스, 《러키☆스타》의 오프닝 댄스 등 춤동작을 고안해낸 장본인이도 하며, 프리랜서 전향 이후에도 《칸나기》 오프닝에 역시 춤동작을 도입하였다. 또한 《러키☆스타》의 1화~12화 엔딩에 등장하는 노래방 씬의 연출도 담당하였다. 하지만, 후에 스즈미야 하루히의 우울 (애니메이션)의 엔딩 댄스는 아이돌 그룹 Berryz工房의 곡 '개그 100회분 사랑해주세요'의 PV를 표절한 것이 밝혀져 논란이 되었으며, 야먀모토 유타카 본인은 부인하다가 끝내 인정했다.
1998년 교토 애니메이션에 입사하여 《파워스톤》을 시작으로 《정글은 언제나 맑음 뒤 흐림》, 《풀메탈 패닉 후못후》, 《AIR》, 《스즈미야 하루히의 우울》 등 10여년간 다수의 작품의 연출을 담당하였으며, 2007년에 방영한 《러키☆스타》에서 처음으로 감독을 맡게 되었다. 그러나 4화만에‘감독으로서 역량이 부족하다’는 사유로 제작사로부터 강판되었으며 이에 대하여 야마모토 감독은 억울하다는 반응과 함께 크게 반발하여 얼마 뒤 같은 해 6월 23일자로 자진 퇴사하여 프리랜서 선언을 하였다.
이후 2008년에는 애니메이션 제작 회사 Ordet를 설립하여 이후에도 여러 작품에서 연출을 보이고 있으며, 《칸나기》가 Ordet 설립 후 최초이자 통산 2번째로 감독을 맡은 작품이다.

## 작품 경향
감독을 맡은 《러키☆스타》, 《칸나기》의 경우 곳곳에 패러디가 소재해 있는 것이 특징이다. 특히 《칸나기》의 경우 오리지널 코믹스에는 패러디 요소가 등장하는 경우가 거의 없었으나, 애니메이션 6화에서는 머리띠 색상만 다른 《스즈미야 하루히의 우울》의 주인공 스즈미야 하루히가, 10화에서는 전작인 《러키☆스타》의 주요 캐릭터 4명과 함께 머리색상만 미묘하게 다른 〈러키☆채널〉의 코가미 아키라가 등장하는 등의 패러디를 선보였다.

## 기타
- Berryz코보 등 아이돌 팬으로, Berryz코보의 실제 퍼포먼스 안무를 《스즈미야 하루히의 우울》의 엔딩 댄스 곳곳에 사용하였다.
- 스즈미야 하루히의 우울 2기의 '엔들리스 에이트' 반복 상영에 대해 'SOS단을 대표하여 대신 사과한다'는 발언이 논란이 되고 있다.[1]

## 같이 보기
- 교토 애니메이션
- 타케모토 야스히로